# Imposture (film, 2005)
Pour les articles homonymes, voir Imposture.
Pour plus de détails, voir Fiche technique et Distribution.
Imposture est un film français réalisé par Patrick Bouchitey sorti en 2005.

## Synopsis
Critique redouté perdu dans une existence banale, Serge Pommier n'a toujours pas écrit le livre que tout le monde espère de lui. Pour vivre, il doit se contenter d'enseigner la littérature à l'université. Lorsque l'une de ses étudiantes, Jeanne, lui soumet un manuscrit remarquable, sa vie bascule...
Ce texte, il aurait dû l'écrire, il aurait pu. Ce roman est à coup sûr un passeport pour la reconnaissance si longtemps espérée. Serge décide de kidnapper Jeanne et de lui voler son texte.
Entre les non-dits, les confidences, l'envie d'aimer et la soif de vengeance, chacun devient le prisonnier de l'autre...

## Fiche technique
- Titre : Imposture
- Réalisation : Patrick Bouchitey
- Scénario : Patrick Bouchitey, Jackie Berroyer, Gaëlle Macé et Gilles Laurent (dialogue) d'après le roman Je suis un écrivain frustré de José Angel Mañas
- Photographie : Antoine Roch
- Montage : Laurent Rouan
- Production : Luc Besson et Pierre-Ange Le Pogam, pour EuropaCorp
- Sociétés de production : EuropaCorp, TF1 Films Production, Studio Lavabo et Canal+
- Société de distribution : EuropaCorp Distribution (France)
- Pays de production :  France
- Format : couleur - 35 mm
- Genre : thriller
- Durée : 101 minutes (1 h 41)
- Date de sortie :
  - France : 25 mai 2005

## Distribution
- Patrick Bouchitey : Serge Pommier
- Laetitia Chardonnet : Jeanne Goudimel
- Isabelle Renauld : Anna
- Patrick Catalifo : Roland
- Ariane Ascaride : Brigitte
- Didier Flamand : Massignon
- Pierre Diot : L'inspecteur
- Michel Field : L'animateur
- Alban Aumard : L'employé EDF
- Carmelo Cacciato : Le magicien
- Murany Kovacs : Le bibliothécaire de la fac
- Paula Jacques : L'animatrice radio
- Emmanuel Vottero : Le client boutique vêtements
- Étienne Chicot : Le type (Ledoyen)
- Julie Fournier : La vendeuse cravate
- Jackie Berroyer : Le religieux
- Sandy Lakdar : Caissière 1
- Barbara Chavy : Caissière 2
- Sylvie Feit : Femme salle des fêtes
- Frantz Herman : Le type du bar techno
- Ludovic Paris : Le vigile
- Frédérique Bel : L'étudiante appareil dentaire
- Arnaud Maillard : L'auteur altercation
- Valérie Even : La femme auteur
- Michel Polac : Le président du prix littéraire
- Catherine Argand : Célébrité 1
- Frédéric Beigbeder : Célébrité 2
- Valérie Marin La Meslée : Célébrité 3
- Anne-Marie Métailie : Célébrité 4
- Éric Naulleau : Célébrité 5
- Delphine Peras : Célébrité 6
- Daniel Picouly : Célébrité 7
- Farha Zeglache : La disparition magique
- Gilles Hassid : L'assistant magicien plateau
- Morgane Rousseau: Spectatrice